# Jean IV de Dražice
Jean IV de Dražice, (en tchèque : Jan z Dražic), (né vers c. 1260, décédé le 5 janvier 1343 à Prague) fut l'avant-dernier évêque de Prague de 1301 à 1343 ; son successeur, Ernest de Pardubice, devint le premier archevêque de Prague au cours de son épiscopat. L'évêque Jean a contribué à amener la Maison de Luxembourg sur le trône tchèque, a construit un certain nombre d'édifices importants et est probablement à l'origine de la première traduction tchèque complète de la Bible (cs).

## Vie

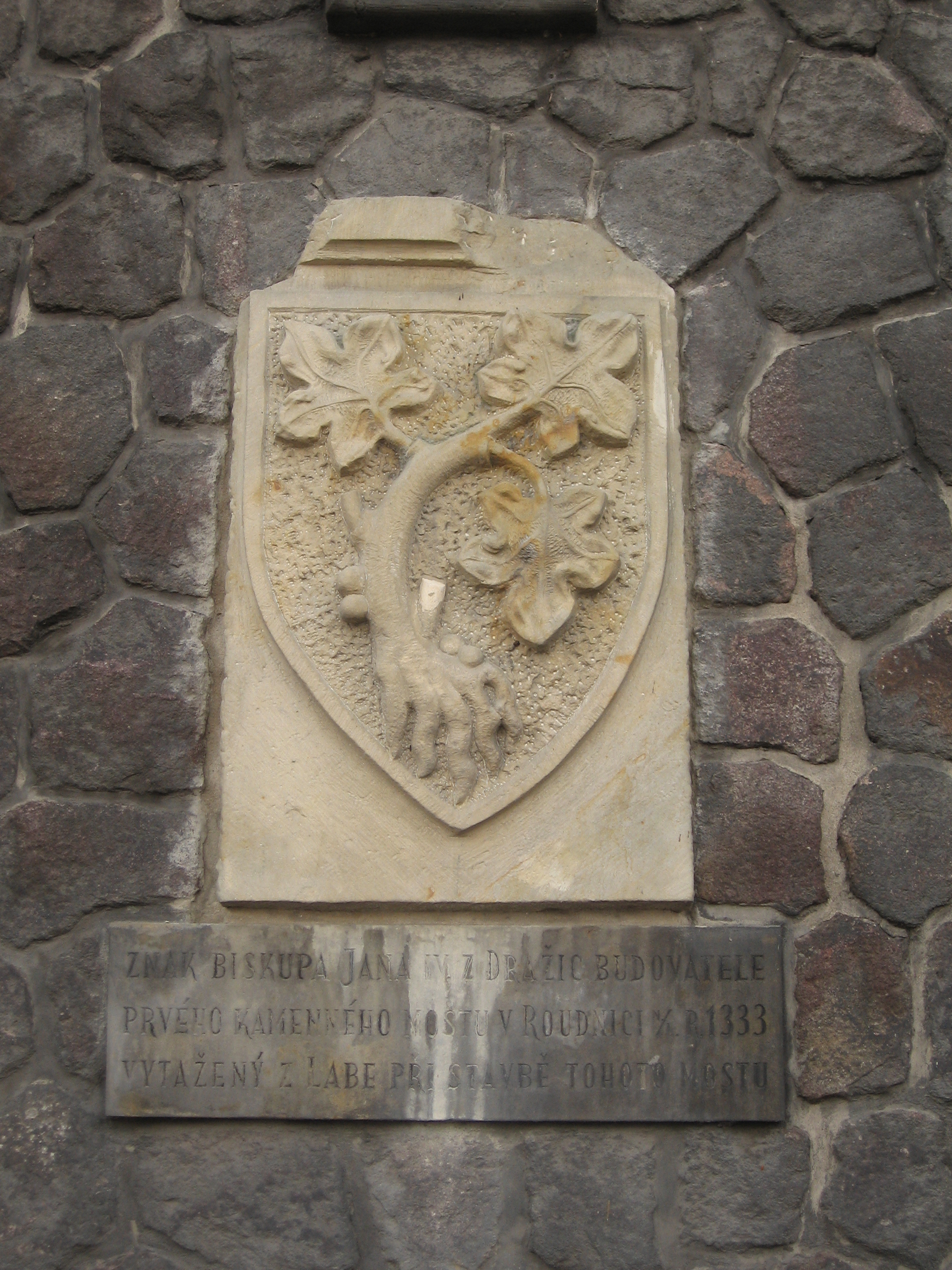
Blason de Jean de Dražice sur le pont de Roudnice.

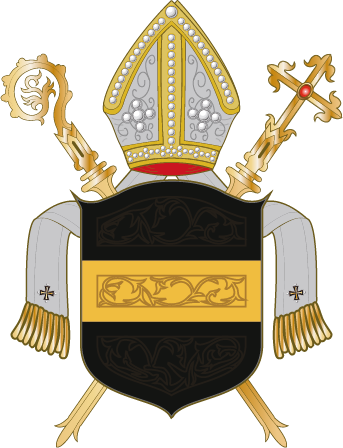
Blason de l'évêché de Prague.

Jean est issu de la famille noble de la Maison de Dražic (cs), son père, Řehník (Řehoř) z Litovic, occupe des fonctions importantes à la cour du roi Otakar II. Sa famille comprenait également deux anciens évêques de Prague : Jean II de Dražice (décédé en 1236) et son neveu Jean III de Dražice (décédé en 1278).
Jan IV z Dražic est mentionné pour la première fois en 1274 comme chanoine à Prague ; en 1287, il est consacré sous-diacre et après la mort de l'évêque Grégoire de Waldeck en 1301, il est élu son successeur. Après avoir été investi par le roi Venceslas II, il est consacré évêque de Bâle le 10 décembre 1301 par Pierre d'Aspelt, qui était également chancelier de Bohême (cs). En 1310, Jean soutient l'élection de Jean de Luxembourg comme roi de Bohême et l'aide militairement contre les villes rebelles. En 1313, il accompagne le roi à la Diète du Saint-Empire romain à Nuremberg et en 1315 est brièvement administrateur provincial.
En tant qu'évêque, il affirme la suprématie de l'évêque sur les curés contre l'opposition de la noblesse et, en 1308, lors d'un synode, il proclame un nouveau statut selon les normes du droit ecclésiastique. En 1311-1312, il assiste au concile de Vienne et, à son retour, convoque à nouveau le synode diocésain. En plus des conflits avec la noblesse et les villes, il entre en conflit avec les Dominicains au sujet de l'Inquisition naissante, parce qu'il n'approuvait pas les punitions sévères infligées aux Beghards (cs). Par conséquent, en 1316, le prévôt de Litoměřice (cs) et le dominicain Jindřich de Šumburk (cs) l'accusent devant le Pape de protéger les hérétiques. En 1318, le pape démet Jean de ses fonctions et le convoque à Avignon, où Jean IV de Dražice passe 11 ans. Ce n'est qu'en 1326 qu'il est innocenté, qu'il reprend ses fonctions et qu'en 1329, à l'âge de 70 ans, il est autorisé à retourner en Bohême.
Après son retour, il se consacre à la réforme de l'ordre ecclésiastique, réduit l'influence des ordres mendiants et commence à améliorer la ville épiscopale de Roudnice, où il répare le château et convoque le maître Guillaume de Rome pour construire le pont de pierre (cs) (1333-1338). En 1333, Jean fonde le Monastère augustinien (cs) à Roudnice et fait don de nombreux livres qu'il a apportés de France ou qu'il a écrits. C'est probablement dans ce monastère et à son instigation que la première traduction tchèque de l'intégralité de la Bible a été réalisée vers 1360[réf. nécessaire].
Il soutenait les arts de toutes les manières possibles et, à son initiative, le prévôt František Pražský (cs) a écrit une suite à la chronique de Zbraslavská (cs) de Pierre de Zittau, qui fut ensuite poursuivie par Benesch de Weitenmühle. La précieuse bibliothèque de l'évêque devint la base de la bibliothèque du chapitre de la cathédrale Saint-Guy à Prague, où Jan de Dražice fut également enterré dans la chapelle familiale de Saint-Silvestre.

## Bâtiments
Outre ses contributions à la traduction de la Bible tchèque, Jan de Dražice était aussi un grand bâtisseur : Il fit reconstruire l'église de Saint-Gilles dans la Vieille Ville à Prague, la cour épiscopale (cs) à Malá Strana, la forteresse familiale à Litovice (cs), le château épiscopal (cs) et le monastère de Roudnice. Il fonda la ville de Nové Benátky (cs) (aujourd'hui Benátky nad Jizerou), construisit le pont de Rudnice, l'église Sainte-Ludmila (cs) à Dražice (cs) et d'autres encore.
La place inférieure de Roudnice nad Labem porte le nom de Jan de Dražice. La place Dražice (cs), proche des deux tours du pont de la Petite Ville marquant l'entrée du pont Charles à Prague, où se trouvait la cour médiévale de l'évêque, porte également son nom. La tour quadrangulaire, construite sous Jan de Dražice, est conservée dans la cour de la maison n° 47/III, Mostecká 16.